# Капсис, Силия
Васи́лики «Си́лия» Ка́псис (греч. Βασιλική «Σίλια» Καψή; англ. Vasiliki Silia Kapsis; род. 5 декабря 2006, Сидней, Австралия) — австралийско-кипрская певица. Представительница Кипра на конкурсе «Евровидение-2024» с песней «Liar», заняла 15 место.

## Биография
Родилась в Сиднее в семье кипрского певца Гиоргоса Капсиса и греческого юриста и бывшей танцовщицы Деспины «Ребекки» Саиванидис родом из Салоник. Она провела там своё детство, начала выступать в возрасте четырёх лет. Являлась солисткой Австралийской молодёжной труппы исполнительских искусств (AYPAC), принимала участие в ряде мероприятий по всему миру, в том числе была сольной исполнительницей на праздновании 30-летия актёра Алекса Рассела в Лос-Анджелесе.
Дебютная песня «Who Am I?», которую она написала в возрасте двенадцати лет, была выпущена в 2022 году. В марте и мае 2023 года Силия выпустила ещё два сингла «No Boys Allowed» и «Disco Dancer». Сингл «Night Out», вдохновленный R&B и поп-музыкой, был выпущен в начале ноября 2023 года. Капсис снялась в танцевальном документальном фильме, снятом рэпером Taboo.
В 2022 году дебютировала в качестве главной героини в короткометражном фильме «Pearly Gates». Работала над различными телевизионными проектами для австралийского Nickelodeon, выступая в качестве постоянной ведущей местной адаптации «Nick News. Вместе с другими ведущими она была номинирована на премию «Легенда года Австралии и Новой Зеландии» на церемонии вручения премии Kids’ Choice Awards в 2023 году.
25 сентября 2023 года стало известно, что Силия представит Кипр на конкурсе песни «Евровидение-2024». 8 января 2024 года было объявлено название её конкурсной песни «Liar». Сам сингл был выпущен 29 февраля.

## Дискография

### Синглы
| Сингл             | Год  | Альбом             |
| ----------------- | ---- | ------------------ |
| «Who Am I?»       | 2022 | Неальбомные синглы |
| «No Boys Allowed» | 2023 | Неальбомные синглы |
| «Disco Dancer»    | 2023 | Неальбомные синглы |
| «Night Out»       | 2023 | Неальбомные синглы |
| «Liar»            | 2024 | Неальбомные синглы |
| «Red Flag»        | 2024 | Неальбомные синглы |